# Arnold Sommerfeld
Arnold Johannes Wilhelm Sommerfeld (sinh ngày 5 tháng 12 năm 1868 – mất ngày 26 tháng 4 năm 1951) là nhà vật lý lý thuyết người Đức có đóng góp tiên phong trong ngành vật lý nguyên tử và vật lý lượng tử, là người đã đào tạo rất nhiều nhà khoa học cho thời đại mới của ngành vật lý lý thuyết. Ông là người đưa ra hằng số α (hằng số cấu trúc tinh tế) cho vật lý lượng tử.

## Việc học
Sommerfeld học toán và vật lý tại đại học Königsberg (đại học Albertina) ở quê nhà là thành phố Königsberg thuộc Đông Phổ. Thầy hướng dẫn luận văn cho ông là nhà toán học Ferdinand von Lindemann. Ông cũng hưởng lợi do được học với các nhà toán học Adolph Hurwitz, David Hilbert, và nhà vật lý Emil Wiechert. Ông tham gia hội sinh viên Burschenschaft Đức, về sau đã làm mặt ông có một vết sẹo do đấu kiếm. Ông nhận học vị tiến sĩ khoa học năm 1891.
Sau khi nhận bằng tiến sĩ Sommerfeld ở lại Königsberg dạy lớp diploma. Năm 1892 ông vượt qua kì thi toàn quốc để phục vụ một năm trong quân đội tại trung đoàn dự bị đóng ngay Königsberg. Ông hoàn thành nghĩa vụ quân sự tháng 9 năm 1893 nhưng vẫn tình nguyện tham gia quân ngũ tám tuần trong suốt tám năm kế tiếp. Do thể hình khỏe mạnh, có sẹo trên mặt và lại để ria kèm râu kiểu Phổ nên trông ông ấn tượng như thể là một đại tá bộ binh.

## Sự nghiệp

### Ở đại học Göttingen
Tháng 10 năm 1893 ông đến làm việc tại đại học Göttingen bấy giờ là trung tâm của nền toán học Đức, trở thành phụ tá cho giáo sư Theodor Liebisch người từng dạy tại đại học Königsberg và là thân hữu của gia đình Sommerfeld.
Tháng 9 năm 1894 ông bắt đầu làm phụ tá cho nhà toán học Felix Klein, chuyên viết những ghi chú bao quát trong bài giảng của Klein rồi trình bày lại cho "Phòng đọc toán học" đồng thời điều hành phòng đọc này. Luận văn hậu tiến sĩ của ông do Klein hướng dẫn hoàn tất năm 1895 đã giúp ông trở thành giáo sư đại học Göttingen. Ông giảng dạy rất nhiều chủ đề toán học và vật lý toán, trong đó bài giảng về phương trình đạo hàm riêng của ông là đầu tiên về chủ đề này được giảng tại Göttingen  mà sau này được phát triển thành tập 6 tựa "Phương trình đạo hàm riêng trong vật lý" thuộc bộ giáo trình "Bài giảng vật lý lý thuyết".
Bài giảng của Klein về vật thể xoay năm 1895 và 1896 dẫn đến công trình bốn tập tựa Die Theorie des Kreisels do Klein và Sommerfeld cùng viết chung trong 13 năm từ năm 1897 đến 1910. Hai tập đầu có nội dung lý thuyết, còn hai tập sau viết về ứng dụng cho ngành địa vật lý, thiên văn và công nghệ. Những năm cộng tác cùng Klein đã ảnh hưởng lên ông khiến ông bắt đầu quan tâm nhiều hơn đến toán học ứng dụng và nghệ thuật giảng dạy.
Thời gian này ông quen bà Johanna Höpfner là con gái của một ủy viên ban quản trị đại học Göttingen tên Ernst Höpfner. Tháng 10 năm 1897 ông được bổ nhiệm làm trưởng bộ môn toán tại Bergakademie, Clausthal-Zellerfeld kế nhiệm Wilhelm Wien. Vị trí này giúp ông đảm bảo thu nhập để có thể kết hôn bà Johanna.
Do đề nghị của Klein, ông làm biên tập cho quyển thứ năm trong bộ Encyklopädie der mathematischen Wissenschaften cũng là một việc chính ông đã làm từ năm 1898 đến 1926.

### Ở đại học Aachen
Từ năm 1900 nhờ sự nỗ lực của giáo sư Felix Klein, ông được bổ nhiệm chức giáo sư trưởng khoa toán ứng dụng tại đại học RWTH Aachen.Tại đây ông theo đuổi và phát triển lý thuyết về thủy động lực học trong một thời gian dài, rồi sau này các học trò của ông như Ludwig Hopf và Werner Heisenberg tại đại học Munich cũng viết luận văn tiến sĩ trong lĩnh vực đó.

### Ở đại học Munich

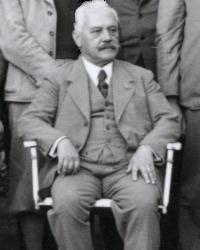
Arnold Sommerfeld (1935)

Từ năm 1906, ông là giáo sư vật lý kiêm giám đốc Viện vật lý lý thuyết mới thành lập ở đại học Munich do ông Wilhelm Röntgen trưởng khoa vật lý của trường bổ nhiệm.
Đến cuối thế kỉ 19 đầu thế kỉ 20, ngành vật lý thực nghiệm đã được đánh giá cao nhiều hơn trước trong cộng đồng khoa học Đức. Tuy nhiên những nhà lý thuyết như Sommerfeld hay Max Born tại đại học Göttingen do có nền tảng từ toán học nên muốn đưa vật lý toán thành mũi phát triển ưu tiên, còn vật lý thực nghiệm là để kiểm nghiệm và phát triển lý thuyết. Sau khi hoàn tất bằng tiến sĩ với Sommerfeld, Wolfgang Pauli, Werner Heisenberg, và Walter Heitler trở thành phụ tá của Born rồi họ góp phần quan trọng vào sự phát triển vũ bão của ngành cơ học lượng tử.
Trong 32 năm ở đại học Munich, ông giảng dạy nhiều khóa học cơ bản cũng như chuyên sâu, tổ chức seminar. Các khóa cơ bản gồm cơ học, cơ học về vật thể biến dạng, điện động lực học, quang học, nhiệt động lực học, cơ học thống kê, phương trình đạo hàm riêng trong vật lý, được mở một tuần bốn giờ trong 13 tuần mùa đông và 11 tuần mùa xuân cho sinh viên đã học vật lý thực nghiệm với Röntgen (sau này là với Wilhelm Wien). Các khóa chuyên sâu thường dựa vào những nghiên cứu mà Sommerfeld quan tâm, có mục đích theo sát các chủ đề hiện thời trong ngành vật lý lý thuyết giúp ông và sinh viên của mình thu được những khái quát có hệ thống về chủ đề mà không kể họ có đưa ra được lời giải hay không. Từ năm 1942 đến 1951, ông rà soát lại các bài giảng của mình để xuất bản thành một bộ sách 6 tập nhan đề "Bài giảng vật lý lý thuyết".
Để xem danh sách học trò của ông, xin tìm tại danh mục phân theo loại. Bốn người trong số các nghiên cứu sinh tiến sĩ do ông hướng dẫn , gồm Werner Heisenberg, Wolfgang Pauli, Peter Debye, Hans Bethe đã đạt Giải Nobel. Những người khác hầu hết đều đáng chú ý Walter Heitler, Rudolf Peierls, Karl Bechert, Hermann Brück, Paul Peter Ewald, Eugene Feenberg, Herbert Fröhlich, Erwin Fues, Ernst Guillemin, Helmut Hönl, Ludwig Hopf, Adolf Kratzer, Otto Laporte, Wilhelm Lenz, Karl Meissner, Rudolf Seeliger, Ernst C. Stückelberg, Heinrich Welker, Gregor Wentzel, Alfred Landé, and Léon Brillouin đều trở nên nổi tiếng. Ba nghiên cứu sinh hậu tiến sĩ của ông là
Linus Pauling, Isidor I. Rabi , và Max von Laue, cũng đạt giải Nobel; còn 10 người khác gồm William Allis, Edward Condon, Carl Eckart, Edwin C. Kemble, William V. Houston, Karl Herzfeld, Walther Kossel, Philip M. Morse, Howard Robertson,, Wojciech Rubinowicz đều trở nên nổi tiếng. Walter Rogowski, một sinh viên đại học của Sommerfeld ở đại học RWTH Aachen cũng vậy. Max Born cho rằng một trong những khả năng của Sommerfeld là "phát hiện và dẫn dắt nhân tài"." Albert Einstein từng nói với Sommerfeld rằng:"Điều tôi đặc biệt ngưỡng mộ ông là khả năng phát hiện được quá nhiều tài năng trẻ."  Sommerfeld luôn gần gũi đồng nghiệp và sinh viên, mời họ cộng tác và đã chịu ảnh hưởng của nhiều tư duy về vật lý từ họ. Ông thường giải trí với họ tại nhà cũng như tại quán cà phê trước hay sau giờ giảng.
Khi ở Munich ông có quan tâm đến thuyết tương đối của Albert Einstein vốn không được thừa nhận rộng rãi lúc ấy. Ông có đóng góp về mặt toán học cho lý thuyết này, giúp nó được những nhà khoa học còn hồ nghi công nhận. Ông cũng là một trong những người sáng lập ngành cơ học lượng tử với một số công trình đóng góp như luật lượng tử hóa Sommerfeld-Wilson (năm 1915), tổng quát hóa Mô hình nguyên tử Bohr, giới thiệu hằng số cấu trúc tinh tế Sommerfeld (năm 1916), đồng phát minh luật khoảng cách Sommerfeld-Kossel (năm 1919), xuất bản tác phẩm Atombau und Spektrallinien (năm 1919) là "kinh thánh" về vật lý nguyên tử cho thế hệ nhà vật lý mới đang phát triển vật lý nguyên tử và vật lý lượng tử.
Năm 1918 ông kế tục Einstein giữ chức chủ tịch Deutsche Physikalische Gesellschaft (Hội các nhà vật lý Đức)(DPG).
Năm 1927 ông ứng dụng thống kê Fermi-Dirac giải thích mô hình Drude về electron trong kim loại. Lý thuyết mới trên giải quyết vấn đề tiên liệu tính chất nhiệt của mô hình ban đầu, nên được gọi là mô hình Drude-Sommerfeld.
Sommerfeld là nhà vật lý lý thuyết vĩ đại. Ngoài việc chủ yếu đóng góp cho vật lý lượng tử ông còn nghiên cứu một vài lĩnh vực khác của vật lý như lý thuyết điện từ cổ điển. Phải kể đến một đóng góp phi thường của trường phái Sommerfeld trong sự phát triển của vật lý lý thuyết đầu thế kỉ 20 là tại thời điểm năm 1928, một phần ba số giáo sư vật lý lý thuyết nói tiếng Đức là học trò của Sommerfeld.
Ông nhận rất nhiều vinh dự trong đời, gồm các huân chương Lorentz, Max-Planck, Oersted
; được bầu vào hội hoàng gia Luân Đôn, viện hàn lâm khoa học Hoa Kỳ, viện hàn lâm khoa học Liên Xô và một số viện hàn lâm tại Berlin, Munich, Göttingen, Vienna. Ông còn được nhiều đại học ở Rostock, Aachen, Calcutta, Athens vinh danh.
Năm 2004 trung tâm vật lý lý thuyết tại đại học Munich được mang tên ông.

Danh hiệu cao quý duy nhất mà Sommerfeld còn thiếu trong sự nghiệp là Giải Nobel. Bất kì ai cũng có thể thắc mắc tại sao một nhà khoa học lừng danh đã từng đào tạo rất nhiều nhà khoa học đạt giải Nobel, đồng thời bản thân đã được đề cử 81 lần trong 33 năm, nhiều hơn mọi nhà vật lý khác nhưng chưa bao giờ được trao giải thưởng này. Tuy vậy, những đóng góp của bản thân ông cho ngành vật lý cũng như công lao đào tạo và bồi dưỡng rất nhiều tài năng xuất sắc sẽ luôn đứng ở vị trí xứng đáng trong lịch sử khoa học.
Ông mất năm 1951 tại Munich do bị thương sau tai nạn giao thông khi đang đi dạo cùng cháu của mình.

## Luận văn chọn lọc
- A. Sommerfeld Some Reminiscences of My Teaching Career, American Journal of Physics Volume 17, Number 5, 315-316 (1949). Address upon receipt of the 1948 Oersted Medal.

## Sách
- Arnold Sommerfeld "Mathematische Theorie der Diffraction" Math. Ann. 47 317-374 (1896)
  - Arnold Sommerfeld, translated by Raymond J. Nagem, Mario Zampolli, and Guido Sandri Mathematical Theory of Diffraction (Birkhäuser Boston, 2003) ISBN 0-8176-3604-8
- Arnold Sommerfeld Atombau und Spektrallinien (Friedrich Vieweg und Sohn, Braunschweig, 1919)
  - Arnold Sommerfeld, translated from the third German edition by Henry L. Brose Atomic Structure and Spectral Lines (Methuen, 1923)
- Arnold Sommerfeld, Three Lectures on Atomic Physics (London: Methuen, 1926)
- Arnold Sommerfeld Atombau und Spektrallinien, Wellenmechanischer Ergänzungband (Vieweg, Braunschweig, 1929)
  - Arnold Sommerfeld, translated by Henry L. Brose Wave-Mechanics: Supplementary Volume to Atomic Structure and Spectral Lines (Dutton, 1929)
- Arnold Sommerfeld Lectures on Wave Mechanics Delivered before the Calcutta University (Calcutta University, 1929)
- Arnold Sommerfeld and Hans Bethe Elektronentheorie der Metalle in H. Geiger and K. Scheel, editors Handbuch der Physik Volume 24, Part 2, 333-622 (Springer, 1933). This nearly 300-page chapter was later published as a separate book: Elektronentheorie der Metalle (Springer, 1967).
- Arnold Sommerfeld Mechanik - Vorlesungen über theoretische Physik Band 1 (Akademische Verlagsgesellschaft Becker & Erler, 1943)
  - Arnold Sommerfeld, translated from the fourth German edition by Martin O. Stern Mechanics - Lectures on Theoretical Physics Volume I  (Academic Press, 1964)
- Arnold Sommerfeld Mechanik der deformierbaren Medien - Vorlesungen über theoretische Physik Band 2  (Akademische Verlagsgesellschaft Becker & Erler, 1945)
  - Arnold Sommerfeld, translated from the second German edition by G. Kuerti Mechanics of Deformable Bodies - Lectures on Theoretical Physics Volume II (Academic Press, 1964)
- Arnold Sommerfeld Elektrodynamik - Vorlesungen über theoretische Physik Band 3 (Klemm Verlag, Erscheinungsort, 1948)
  - Arnold Sommerfeld, translated from the German by Edward G. Ramberg Electrodynamics - Lectures on Theoretical Physics Volume III (Academic Press, 1964)
- Arnold Sommerfeld Optik - Vorlesungen über theoretische Physik Band 4 (Dieterich'sche Verlagsbuchhandlung, 1950)
  - Arnold Sommerfeld, translated from the first German edition by Otto Laporte and Peter A. Moldauer Optics - Lectures on Theoretical Physics Volume IV (Academic Press, 1964)
- Arnold Sommerfeld Thermodynamik und Statistik - Vorlesungen über theoretische Physik Band 5 Herausgegeben von Fritz Bopp und Josef Meixner. (Diederich sche Verlagsbuchhandlung, 1952)
  - Arnold Sommerfeld, edited by F. Bopp and J. Meixner, and translated by J. Kestin Thermodynamics and Statistical Mechanics - Lectures on Theoretical Physics Volume V (Academic Press, 1964)
- Arnold Sommerfeld  Partielle Differentialgleichungen der Physik - Vorlesungen über theoretische Physik Band 6 (Dieterich'sche Verlagsbuchhandlung, 1947)
  - Arnold Sommerfeld, translated by Ernest G. Straus Partial Differential Equations in Physics - Lectures on Theoretical Physics Volume VI (Academic Press, 1964)
- Felix Klein and Arnold Sommerfeld Über die Theorie des Kreisels [4 volumes] (Teubner, 1897)

## Sách tiểu sử
- Related to Joshua W. Sommerfeld
- Benz, Ulrich Arnold Sommerfeld. Lehrer und Forscher an der Schwelle zum Atomzeitalter 1868 – 1951 (Wissenschaftliche Verlagsgesellschaft, 1975)
- Beyerchen, Alan D. Scientists Under Hitler: Politics and the Physics Community in the Third Reich (Yale, 1977)
- Born, Max Arnold Johannes Wilhelm Sommerfeld, 1868-1951, Obituary Notices of Fellows of the Royal Society Volume 8, Number 21, 274-296 (1952)
- Cassidy, David C. Uncertainty: The Life and Science of Werner Heisenberg  (W. H. Freeman and Company, 1992) ISBN 0-7167-2503-7 (Since Werner Heisenberg was one of Sommerfeld’s Ph.D. students, this is an indirect source of information on Sommerfeld, but the information on him is rather extensive and well documented.)
- Eckert, Michael Propaganda in science: Sommerfeld and the spread of the electron theory of metals, Historical Studies in the Physical and Biological Sciences Volume 17, Number 2, 191-233 (1987)
- Eckert, Michael Mathematics, Experiments, and Theoretical Physics: The Early Days of the Sommerfeld School, Physics in Perspective Volume 1, Number 3, 238-252 (1999)
- Hentschel, Klaus (Editor) and Ann M. Hentschel (Editorial Assistant and Translator) Physics and National Socialism: An Anthology of Primary Sources (Birkhäuser, 1996)
- Jungnickel, Christa and Russell McCormmach. Intellectual Mastery of Nature. Theoretical Physics from Ohm to Einstein, Volume 1: The Torch of Mathematics, 1800 to 1870. University of Chicago Press, paper cover, 1990a. ISBN 0-226-41582-1
- Jungnickel, Christa and Russell McCormmach. Intellectual Mastery of Nature. Theoretical Physics from Ohm to Einstein, Volume 2: The Now Mighty Theoretical Physics, 1870 to 1925. University of Chicago Press, Paper cover, 1990b. ISBN 0-226-41585-6
- Kant, Horst Arnold Sommerfeld – Kommunikation und Schulenbildung in Fuchs-Kittowski, Klaus; Laitko, Hubert; Parthey, Heinrich; Umstätter, Walther (editors) Wissenschaft und Digitale Bibliothek: Wissenschaftsforschung Jahrbuch 1998 135-152 (Verlag der Gesellschaft für Wissenschaftsforschung, 2000)
- Kirkpatrick, Paul Address of Recommendation by Professor Paul Kirkpatrick, Chairman of the Committee on Awards, American Journal of Physics Volume 17, Number 5, 312-314 (1949). Address preceding award to Arnold Sommerfeld, recipient of the 1948 Oersted Medal for Notable Contributions to the Teaching of Physics, 28 tháng 1 năm 1949.
- Kragh, Helge Quantum Generations: A History of Physics in the Twentieth Century  (Princeton University Press, fifth printing and first paperback printing, 2002) ISBN 0-691-01206-7
- Kuhn, Thomas S., John L. Heilbron, Paul Forman, and Lini Allen Sources for History of Quantum Physics Lưu trữ ngày 4 tháng 10 năm 2006 tại Wayback Machine (American Philosophical Society, 1967)
- Mehra, Jagdish, and Helmut Rechenberg The Historical Development of Quantum Theory. Volume 1 Part 1 The Quantum Theory of Planck, Einstein, Bohr and Sommerfeld 1900 – 1925: Its Foundation and the Rise of Its Difficulties.  (Springer, 1982) ISBN 0-387-95174-1
- Pauling, Linus Arnold Sommerfeld: 1868 – 1951, Science Volume 114, Number 2963, 383-384 (1951)
- Singh, Rajinder "Arnold Sommerfeld – The Supporter of Indian Physics in Germany" Lưu trữ ngày 27 tháng 3 năm 2007 tại Wayback Machine Current Science 81 No. 11, 10 tháng 12 năm 2001, pp. 1489–1494
- Walker, Mark Nazi Science: Myth, Truth, and the German Atomic Bomb (Persius, 1995) ISBN 0-306-44941-2